# František Erben
Pour les articles homonymes, voir Erben.
František Erben (né le 27 novembre 1874 à Prague-Žižkov et mort le 9 juin 1942 à Prague) est un gymnaste artistique tchécoslovaque, qui a concouru au niveau international sous les couleurs de la Bohême.

## Biographie
Erben dispute sa première compétition internationale lors des Jeux olympiques de 1900 à Paris, terminant 32e du concours général individuel.
Il concourt ensuite aux Championnats du monde de gymnastique artistique 1907, où l'équipe de Bohême fait des débuts brillants et commence une ère de domination dans la discipline dans les compétitions internationales. Il est médaillé de bronze du concours général individuel, derrière son compatriote Josef Čada et le Français Jules Rolland. La Bohême remporte aussi l'or par équipes, tandis qu'Erben est titré sur la barre fixe et le cheval d'arçons, se contentant du bronze en barres parallèles.  Aux Mondiaux de 1909, les Bohêmiens sont médaillés d'argent par équipes, derrière la France.  Lors de ces Mondiaux, il est également médaillé d'argent à la barre fixe et médaillé de bronze aux anneaux.
Outre sa carrière de gymnaste, Erben est aussi un entraîneur de gymnastique réputé. En compétition avec des entraîneurs du monde entier, Erben est choisi par le gouvernement russe pour être entraîneur de gymnastiques dans les académies militaires russes ; en 1909, il est nommé professeur de gymnastique à l'académie militaire de Petrograd.  Il est auparavant embauché comme instructeur par le Sokol. Lors de la Première Guerre mondiale, il rejoint les Légions tchécoslovaques et retourne au pays après la guerre. En mai 1925, Erben est nommé directeur des écoles d'instructeurs du Sokol
Membre actif de l'organisation du Sokol, Erben est exécuté par les Nazis lors d'un massacre orchestré à la suite de l'assassinat de Reinhard Heydrich par des membres de la Résistance tchèque.

## Palmarès

### Championnats du monde
- Prague 1907
  -  médaille d'or au cheval d'arçons
  -  médaille d'or à la barre fixe
  -  médaille d'or par équipes
  -  médaille de bronze au concours général individuel
  -  médaille de bronze aux barres parallèles

- Luxembourg 1909
  -  médaille d'argent par équipes
  -  médaille d'argent à la barre fixe
  -  médaille de bronze aux anneaux

- Turin 1911
  -  médaille d'argent par équipes